# Homalomena rubescens
Homalomena rubescens är en kallaväxtart som först beskrevs av William Roxburgh, och fick sitt nu gällande namn av Carl Sigismund Kunth. Homalomena rubescens ingår i släktet Homalomena och familjen kallaväxter. Inga underarter finns listade.